# Tomisato
Tomisato (富里市; -shi) é uma cidade japonesa localizada na província de Chiba.
Em 2003 a cidade tinha uma população estimada em 50 968 habitantes e uma densidade populacional de 945,43 h/km². Tem uma área total de 53,91 km².
Recebeu o estatuto de cidade a 1 de Abril de 2002.